# دستور ساخت گروهی هسته‌بنیاد
دستور ساخت گروهی هسته‌بنیاد (به انگلیسی: Head-driven phrase structure grammar، اختصار: HPSG) یکی از دستورهای محدودیت‌بنیاد تدوین‌شده توسط کارل پولارد و ایوان ساگ است که در پردازش زبان طبیعی مورد توجه است.